# Тутолмін Тимофій Іванович
Тимофі́й Іва́нович Туто́лмін (*1740—†1809) — московський військовий губернатор і головокомандувач у Москві і губернії по громадянській частині. Кавалер ордена святого Георгія 4-го класу.
Син корнета кінної гвардії Івана Івановича Тутолміна народився 3 січня 1740 року. В юності закінчив Сухопутний шляхетний кадетський корпус. Учасник Семилітньої війни 1756—1763, російсько-турецької війни 1768—1774, де в чині підполковника, він відзначився під Бендерами (1769). З січня 1774 Тутолмін, командуючи одним з ескадронів Чугуївського козацького полку, знаходився в складі корпуса геренала Голіцина, який вів наступ від Казані до Оренбургу, особливо від відзначився 1 квітня під Сакмарським містечком, де командуючи разом з ротмістром Ф. Гончаровим ескадронами Чугуївського полку, що знаходився в авангарді корпуса, завдав першого удару по війську О. Пугачова, увірвався на його плечах в Сакмарське містечко, а потім протягом кількох верст переслідував повстанців, що втікали на північний схід, до села Ташла. 
Залишивши в кінці 1770-х років віському службу, Тутолмін перейшов в громадянську адміністрацію. З 1777 керівник Тверського намісництва, з 1784 архангельський і олонецький генерал-губернатор, з 1795 року керував Мінською, Волинською і Брацлавською губерніями, з 1796 подольський генерал-губернатор. 
Володів численними землями в Україні. Брав активну участь у закріпаченні населення України. Зокрема, у 1795 р. отримав від Катерини ІІ землі "Торчинського ключа" у Волинській губернії. Безуспішно домагався закріпачення жителів містечка Торчина (1798-1800). Проте, уповноваженому торчинською громадою міщан,  ймовірно, війту містечка Онуфрію Івановичу Горошку вдалося захистити міський статус Торчина у  Волинській казенній палаті російського сенату.  
При царюванні Павла I заарештований за  доносом і ув'язнений на півтора року в Петропавлівську фортецю. В 1806—1809 московський генерал-губернатор. В 1809 р. в Санкт-Петербурзі брав участь в роботах зі створення Державної ради (відкритої в 1810 р.).
Похований в Троїцькому соборі Успенського монастиря м. Стариці.  